# Rat für Wettbewerbsfähigkeit
Der Rat für Wettbewerbsfähigkeit (Binnenmarkt, Industrie, Forschung und Raumfahrt) (WBF, engl. Competitiveness Council, frz. Conseil "Compétitivité") ist eine Formation des Rats der Europäischen Union. Im Juni 2002 wurde die Einrichtung dieser Ratsformation beschlossen; sie übernahm die Aufgaben von drei Fachräten (Binnenmarkt, Industrie, Forschung). Offiziell trifft sich der Rat vier- bis sechsmal im Jahr. Hinzu kommen weitere informelle Treffen.

## Inhaltliche Ausrichtung
Der Rat für Wettbewerbsfähigkeit befasst sich ressortübergreifend mit der Aufgabe, die Wettbewerbsfähigkeit und das Wirtschaftswachstum in Europa zu verbessern. Speziell behandelt er die Themen Binnenmarkt, Industrie, Forschung und Tourismus. In den meisten Angelegenheiten, die dem Rat für Wettbewerbsfähigkeit zugewiesen sind, erfolgt die Rechtsetzung gemäß dem Ordentlichen Gesetzgebungsverfahren gemeinsam mit dem Europäischen Parlament.
Abhängig von den Themen der Tagesordnung nehmen die Minister für Europapolitik, Wirtschaft, Industrie, Forschung bzw. Wissenschaft oder auch Justiz an den Sitzungen teil.

## Vorbereitung der Gesetzgebung
Innerhalb der Europäischen Kommission bereiten folgende Mitglieder die Gesetzgebungsakte für den Rat Wettbewerbsfähigkeit vor. Die politischen Prioritäten selbst werden von der Ratspräsidentschaft vorgegeben:
- Kommissar für Wettbewerb
- Kommissar für Binnenmarkt und Dienstleistungen
- Kommissar für Unternehmen und Industrie
- Kommissar für Wissenschaft und Forschung